# Bussière-Dunoise
Bussière-Dunoise là một xã thuộc tỉnh Creuse trong vùng Nouvelle-Aquitaine miền trung nước Pháp. Xã này nằm ở khu vực có độ cao trung bình 415 mét trên mực nước biển.
Thị trấn có cự ly khoảng 8 dặm (13 km) về phía tây bắc của Guéret, tại giao lộ các tuyến đường D14, D47 và tuyến đường D22. 

## Dân số
| 1962                                                        | 1968 | 1975 | 1982 | 1990 | 1999 | 2005 |
| ----------------------------------------------------------- | ---- | ---- | ---- | ---- | ---- | ---- |
| 1306                                                        | 1470 | 1329 | 1247 | 1139 | 1098 | 1118 |
| Số liệu điều tra dân số từ năm 1962 Dân số chỉ tính một lần |      |      |      |      |      |      |

## Địa điểm nổi bật

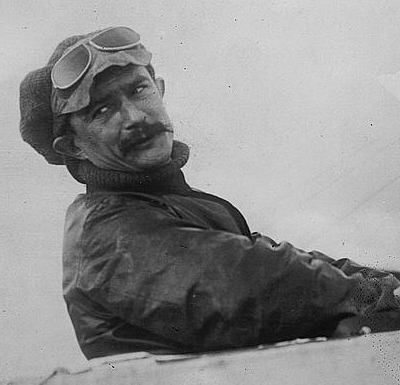
Jules Védrines

- Nhà thờ St. Symphorien, từ thế kỷ 12.